# Ума Джоли
Ума Джоли (англ. Uma Jolie; род. 8 апреля 1995 года в Бербанке, Калифорния, США) — американская порноактриса, эротическая фотомодель и диджей.

## Карьера
Имеет мексиканско-румынско-венгерско-немецкое происхождение. Родилась 8 апреля 1995 года в Бербанке, Калифорния. Выросла в Вудленд-Хиллз, Лос-Анджелес. Потеряла девственность в 16 лет. Работала продавцом компании Abercrombie & Fitch, а также барменом и стриптизёршей.
Летом 2014 года в возрасте 19 лет участвует в эротической фотосессии, после которой ей предлагают съёмки в лесбийском порно. Для студии Filly Films снялась в своей первой лесбийской сцене, где её партнёршей стала Голди Раш. Осенью 2015 года начинает сниматься в сценах с мужчинами.
Её псевдоним составлен из имени и фамилии двух голливудских актрис — Умы Турман и Анджелины Джоли.
Снимается для таких студий и сайтов, как Bang Bros, Fantasy Massage, Girlfriends Films, Girlsway, MET-Art, Mile High, Mofos, Pulse Distribution, Twistys.com, Vixen и других.
В 2015 году впервые снялась в фотосессии для мартовского выпуска журнала Penthouse, и с тех пор неоднократно появлялась на страницах журнала. В феврале 2017 года была названа данным журналом «Киской месяца» (Pet of the Month). Впервые появилась на страницах журнала Hustler в январском выпуске за 2016 год. В июле 2018 года появилась уже на обложке данного журнала. Также неоднократно выбиралась порносайтами как девушка месяца.
По данным сайта IAFD на сентябрь 2018 года, снялась в более чем 50 порнофильмах.
Также работает диджеем в ночных клубах Майами.

## Достижения
- VIParea — Delight of the Month (март 2015, декабрь 2016).
- Penthouse — Pet of the Month (февраль 2017)[5][6].
- Girlsway — Girl of the Month (февраль 2017)[12].
- Cherry Pimps — Cherry of the Month (май 2017)[13].
- Twistys — Treat of the Month (июль 2017)[14].
- Vixen — Angel of the Month (сентябрь 2017)[15].
- Hustler — Honey of the Month (июль 2018)[9][10].

## Награды и номинации
| Год  | Награда          | Результат | Категория                                                                                         | Фильм                |
| ---- | ---------------- | --------- | ------------------------------------------------------------------------------------------------- | -------------------- |
| 2017 | AVN Award        | Номинация | Награда поклонников: самая эпическая задница                                                      | н/д                  |
| 2017 | Inked Award      | Номинация | Лесбийская сцена года (вместе с Анной де Виль)                                                    | Prison Lesbians 5    |
| 2018 | AVN Award        | Номинация | Лучшая сцена секса в виртуальной реальности (вместе с Кали Роуз и Ти Стоуном)                     | Hey Big Spender      |
| 2018 | Spank Bank Award | Номинация | Doctoral Degree in Dildology                                                                      | н/д                  |
| 2018 | Spank Bank Award | Номинация | VR Star of the Year                                                                               | н/д                  |
| 2018 | XBIZ Award       | Номинация | Лучшая сцена секса — виньетка (вместе с Кристианом Клэем)                                         | Young Fantasies 2    |
| 2019 | XBIZ Award       | Номинация | Лучшая сцена секса — табу (вместе с Чедом Уайтом)                                                 | Converting My Sister |
| 2024 | XBIZ Award       | Номинация | Лучшая сцена секса — виртуальная реальность (вместе с Джоном Стронгом, Кайли Рокет и Киарой Коул) | Classical Trio       |

## Избранная фильмография
- 2014 — Kissing Cousins 3
- 2015 — Hot Lesbian Love 6
- 2016 — A Soft Touch 3[23]
- 2016 — Backseat Banging 2
- 2016 — Lesbian Stepdaughters
- 2017 — Bang POV 9
- 2017 — Dream Pairings Chapter One
- 2017 — Lesbian Massage 2
- 2017 — My Horny Teen GF 3
- 2017 — Party of Three 17
- 2017 — Uma Jolie Georgia Jones Experience
- 2017 — Young Fantasies 2
- 2018 — Faces Covered 6
- 2018 — Uma Jolie Unleashed